# Victor Amadeus II van Savoye-Carignano
Victor Amadeus  van Savoye (Turijn, 31 oktober 1743 – aldaar, 10 september 1780) was prins van Carignano van 1778 tot zijn dood in 1780. Hij was een zoon van prins Lodewijk Victor en diens vrouw Christina van Hessen-Rheinfels-Rotenburg.
Hij huwde op 18 oktober 1768 te Oulx met prinses Maria Jozefa van Lotharingen (1753 – 1797), dochter van Lodewijk van Lotharingen, prins van Lambesc. Uit dit huwelijk werd een zoon geboren:
- Karel Emanuel (1770 – 1800), prins van Carignano